# Бенгальский календарь
Бенгальский календарь (бенг. বঙ্গাব্দ) — солнечный календарь, который используется в Бангладеш и некоторых восточных штатах Индии (Западная Бенгалия, Ассам, Трипура).
Начало года выпадает на 14 апреля в Бангладеш и 15 апреля в Индии. От обычного григорианского календаря бенгальский «отстаёт» на 593—594 года. То есть 2010 год н. э. равен 1416 году по бенгальскому календарю.
Возникновение календаря связывают с древним царём Шашанкой, который правил бенгальским царством приблизительно в 590—625 годы. Однако окончательно календарь сформировался в 1585 году при могольском падишахе Акбаре Великом.
Бенгальский календарь разделён на шесть сезонов, в каждом из которых по два месяца.
| №  | Название | Бенгали | Дней    | Сезон            |
| -- | -------- | ------- | ------- | ---------------- |
| 1  | Бойшах   | বৈশাখ     | 30 / 31 | Лето গ্রীষ্ম        |
| 2  | Джоиштха | জ্যৈষ্ঠ    | 31 / 32 | Лето গ্রীষ্ম        |
| 3  | Ашарх    | আষাঢ়     | 31 / 32 | Сезон дождей বর্ষা |
| 4  | Срабон   | শ্রাবণ    | 31 / 32 | Сезон дождей বর্ষা |
| 5  | Бхадра   | ভাদ্র     | 31 / 32 | Осень শরৎ        |
| 6  | Ашшын    | আশ্বিন    | 30 / 31 | Осень শরৎ        |
| 7  | Картык   | কার্তিক    | 29 / 30 | Сухой сезон হেমন্ত |
| 8  | Эгрохэон | অগ্রহায়ণ  | 29 / 30 | Сухой сезон হেমন্ত |
| 9  | Пуш      | পৌষ      | 29 / 30 | Зима শীত          |
| 10 | Мах      | মাঘ      | 29 / 30 | Зима শীত          |
| 11 | Фалгун   | ফাল্গুন    | 29 / 30 | Весна বসন্ত       |
| 12 | Чойтра   | চৈত্র     | 30 / 31 | Весна বসন্ত       |

Бенгальская неделя состоит из семи дней, имена которым даны в честь небесных объектов:
- Понедельник (бенг. সোমবার — шомбар) — Лунное божество.
- Вторник (бенг. মঙ্গলবার — монгголбар) — Марс.
- Среда (бенг. বুধবার — будхбар) — Меркурий.
- Четверг (бенг. বৃহস্পতিবার — брихошпотибар) — Юпитер.
- Пятница (бенг. শুক্রবার — шукробар) — Венера.
- Суббота (бенг. শনিবার — шонибар) — Сатурн.
- Воскресенье (бенг. রবিবার — робибар) — Божество Солнца.

Окончанием одного дня и началом другого считается восход солнца.
В 1966 году бенгальский календарь подвергся реформированию со стороны специальной комиссии при Академии Бангла. Основное нововведение касалось включения дополнительного дня каждые четыре года в соответствии с традицией високосных лет по григорианскому календарю. Это должно было помочь избежать проблемы накопления лишних минут вследствие неполного равенства продолжительности солнечных (24 часа) и звёздных суток (23 часа 56 минут 4 секунды). В 1987 году Бангладеш официально стал пользоваться обновлённым календарём. Однако Западная Бенгалия от этой идеи отказалась.